# イヌエー・スミット
イヌエー・スミット（Nimuë Smit、1992年1月14日 - ）は、オランダのファッションモデルである。身長180cm。